# Sahaliyania elunchunorum
 Sahaliyania elunchunorum es la única especie conocida del género extinto  Sahaliyania  (“lagarto del Sahaliyan Ul”) de dinosaurio hadrosáurido lambeosaurino, que vivió a finales del período Cretácico, hace aproximadamente 68 millones de años, en el Maastrichtiense,  en lo que es hoy Asia. 
Encontrado en Heilongjiang, China, en una cama de huesos perteneciente a la Formación Yuliangze, junto con restos del hadrosaurino Wulagasaurus. Sahaliyania fue nombrado por Pascal Godefroit et al. en 2008. Es uno de los hadrosáuridos de la ribera del Río Amur encontrados en el 2000. La especie tipo y única es  S. elunchunorum, llamada así en honor al pueblo Elunchun. Como todo los hadrosáuridos, los sahaliyanios debieron haber sido unos dinosaurios herbívoros.
Sahaliyania está basado en el holotipo GMH  W453, un cráneo parcial. Godefroit et al. asignaron gran cantidad de huesos del lecho a este género, representando la cabeza casi completa, la cintura pectoral, húmero, y pelvis. Posee  autapomorfías de otros hadrosáuridos por una gran variedad de detalles.  Para clasificarlo Godefroit et al hicieron un análisis filogenético  que ubica a Sahaliyania dentro de los  Lambeosaurinae, con relaciones inciertas.

## Galería

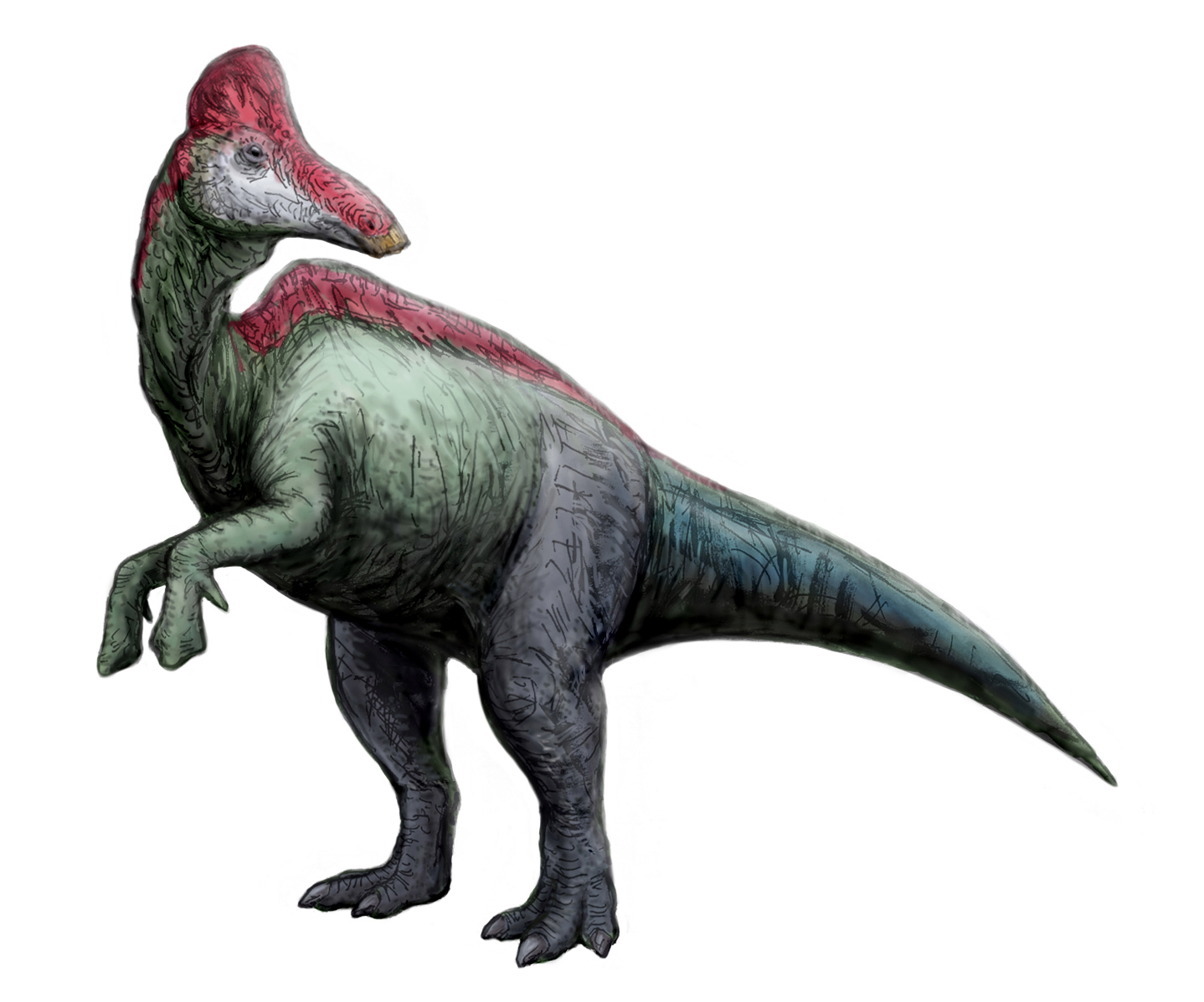
Recreación en vida.
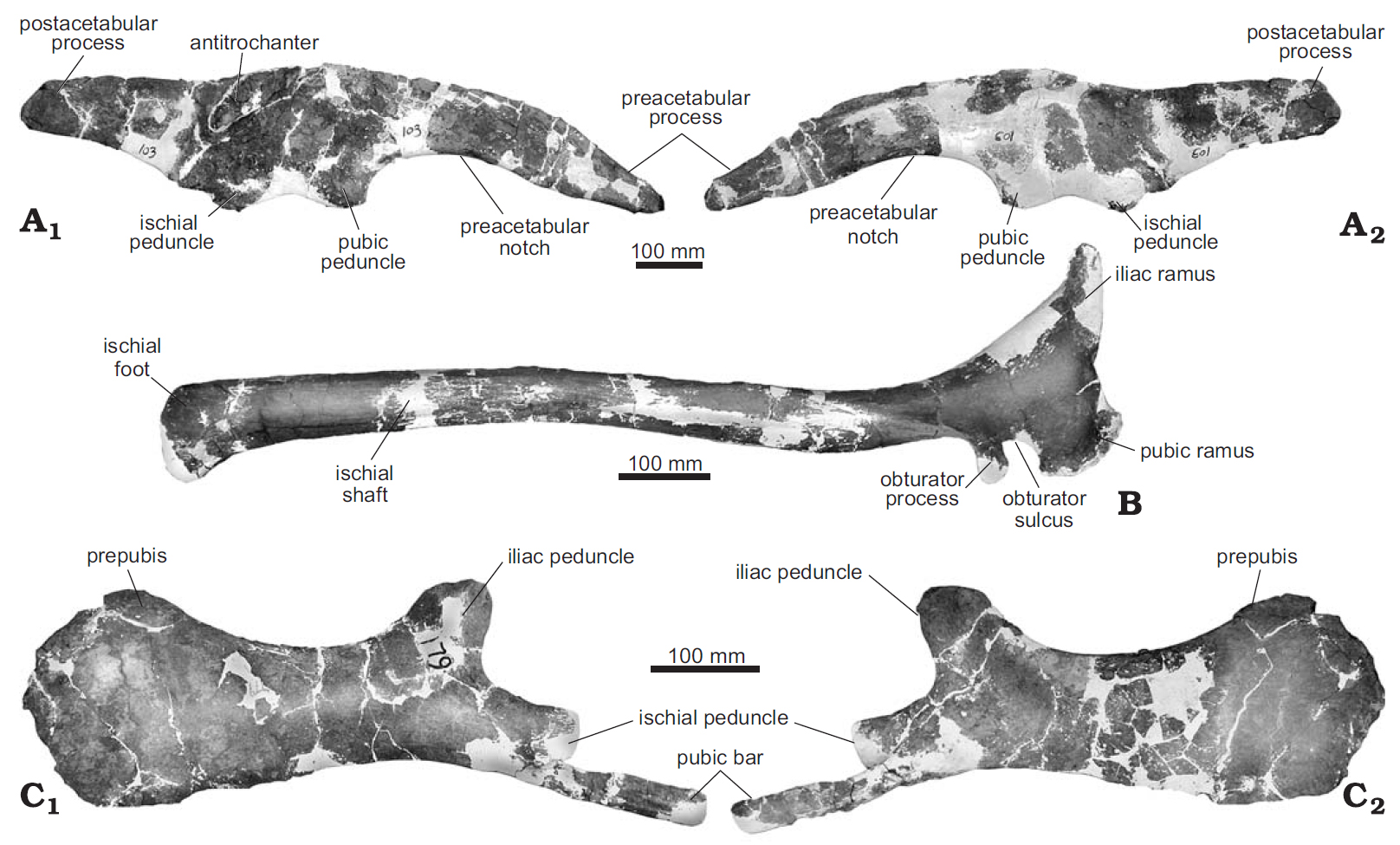
Huesos de la cadera.